# Hyundai Stellar
Der Hyundai Stellar (Hangeul: 현대 스텔라) war ein Mittelklassewagen, den die Hyundai Motor Company herstellte. Der Stellar wurde im September 1983 als Nachfolger des Ford Cortina MkV (baugleich mit dem Ford Taunus) herausgebracht, den Hyundai vorher für Ford in Südkorea montiert  und vermarktet hatte. Die Karosserieform des Stellar wurde von Giorgetto Giugiaro entworfen, aber die Plattform des Ford Cortina wurde weiterverwendet.

## Technik

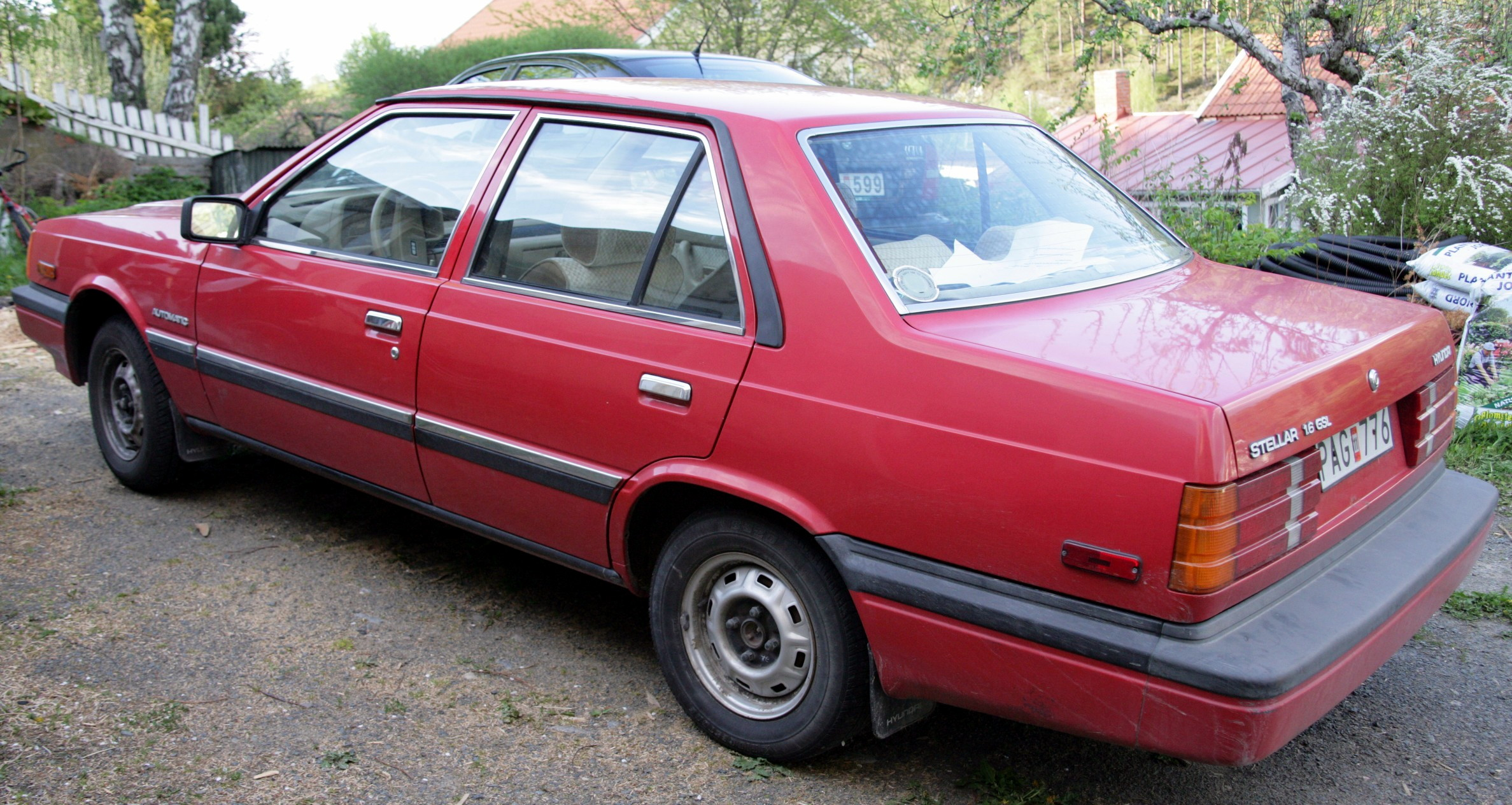
Heckansicht

Motor und Getriebe wurden nach Lizenz von Mitsubishi gefertigt. Bis 1986 wurden der 1,4-Liter-Vierzylinder-Reihenmotor 4G33 und der 1,6-Liter-Vierzylinder-Reihenmotor 4G32 – dieselben wie im Hyundai Pony zusammen mit dem handgeschalteten 5-Gang-Getriebe KM119 oder der 3-Gang-BorgWarner-Automatik 03-55L verwendet – und ein 2,0-Liter-Motor im Jahre 1987. Die Ausstattungsvarianten waren „L“ (Grundausstattung), „GL/CL“ und „GSL/CXL“. Der GSL/CXL hatte elektrische Fensterheber, elektrische Zentralverriegelung, elektrisch verstellbare Außenspiegel, eine von innen zu öffnende Kofferraumklappe und Tankklappe, eine aufwändige Stereoanlage, vollständige Instrumentierung (Tacho, Tageskilometerzähler, Tankanzeige, Wassertemperaturanzeige, Bordnetzspannungsanzeige und Öldruckanzeige) und auf Wunsch eine Klimaanlage. Dies war für den Typ und das Baujahr des Wagens eine lange Ausstattungsliste.

### Modellpflege
Im Herbst 1987 wurde der Stellar II (oder Stellar 2.0 in Kanada) überarbeitet: Die Änderungen umfassten einen 2-Wege-Katalysator, eine neue Instrumentierung, die größere Mitsubishi-Maschine mit 2,0 Liter Hubraum und Abgasrückführung, ein leistungsfähigeres Getriebe, größere Scheinwerfer und geänderte Heckleuchten. Statt an doppelten Querlenkern waren die Vorderräder an MacPherson-Federbeinen und Querlenkern aufgehängt, der Wagen bekam größere Bremsen und eine zweiteilige Kardanwelle. Auf Wunsch wurde das Auto mit verschiedenen Aluminiumrädern und (in Kanada) serienmäßig mit Allwetterreifen des Herstellers Michelin ausgestattet. Ebenfalls gab es in diesem Jahr auf Wunsch ein Automatikgetriebe mit Overdrive. Der Stellar wurde nicht in die USA eingeführt (und auch nicht nach Deutschland, Anm. des Übersetzers), da er die dortigen Abgasnormen nicht erfüllen konnte, aber in Kanada und anderen Ländern.
Im Herbst 1988 wurde der Stellar in Kanada durch den Hyundai Sonata ersetzt. Im Dezember 1989 wurde die Produktion eingestellt.

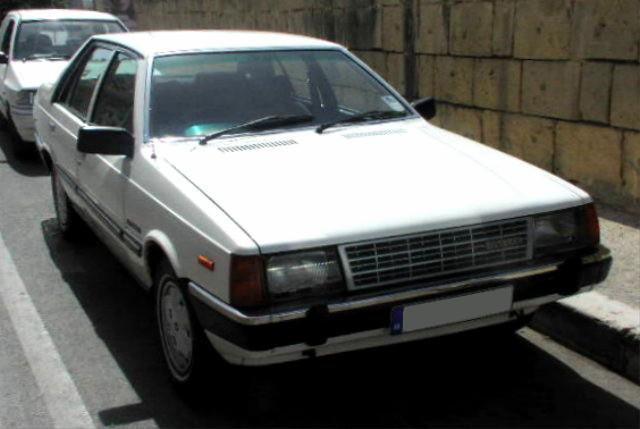
Hyundai Stellar (1987–1989)
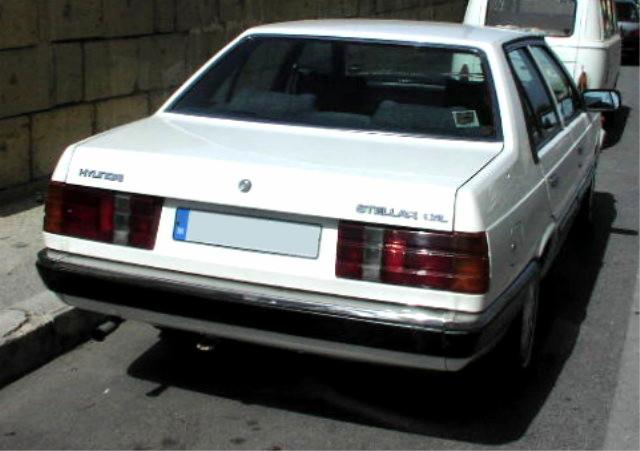
Heckansicht
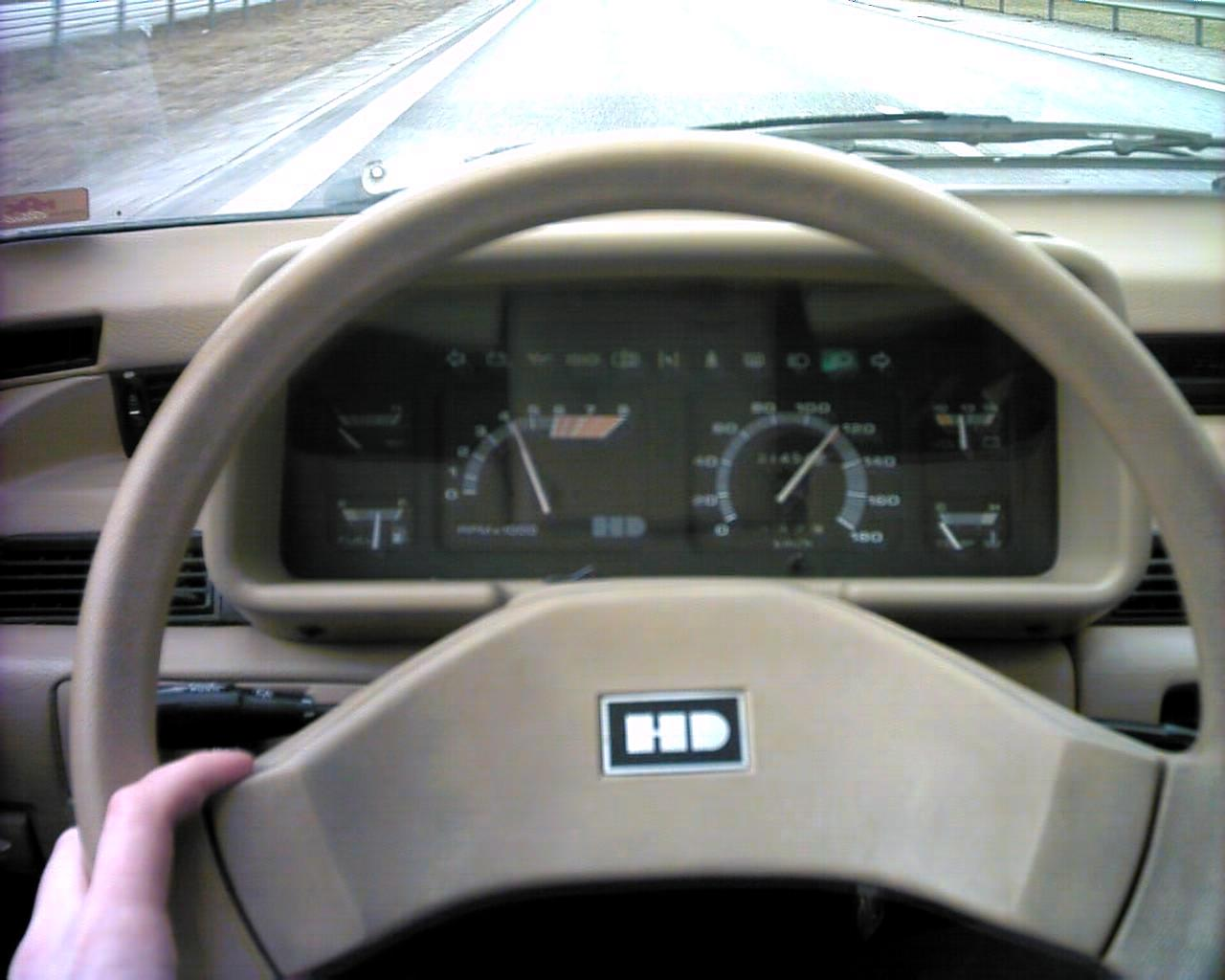
Armaturenbrett

## Technische Daten
|                                             | 1,4                               | 1,6                            | 2,0                            |
| Baujahre                                    | 1983–1987                         | 1983–1987                      | 1987–1989                      |
| Motorkenndaten                              |                                   |                                |                                |
| Motorenhersteller                           | Mitsubishi                        | Mitsubishi                     | Mitsubishi                     |
| Motorkennung                                | 4G33                              | 4G32                           | 4G63                           |
| Motortyp                                    | R4-Ottomotor                      | R4-Ottomotor                   | R4-Ottomotor                   |
| Anzahl Ventile pro Zylinder                 | 2                                 | 2                              | 2                              |
| Ventilsteuerung                             | OHC, Zahnriemen                   | OHC, Zahnriemen                | OHC, Zahnriemen                |
| Gemischaufbereitung                         | Vergaser                          | Vergaser                       | Vergaser                       |
| Motoraufladung                              | —                                 | —                              | —                              |
| Kühlung                                     | Wasserkühlung                     | Wasserkühlung                  | Wasserkühlung                  |
| Bohrung × Hub                               | 73,0 × 86,0 mm                    | 76,9 × 86,0 mm                 | 85,0 × 88,0 mm                 |
| Hubraum                                     | 1439 cm³                          | 1597 cm³                       | 1997 cm³                       |
| Verdichtungsverhältnis                      | 9,0:1                             | 8,5:1                          | 8,5:1                          |
| max. Leistung                               | 50 kW (68 PS) bei 5000/min        | 55 kW (75 PS) bei 5200/min     | 68 kW (92 PS) bei 5500/min     |
| max. Drehmoment                             | 104 Nm bei 3000/min               | 120 Nm bei 3500/min            | 151 Nm bei 3000/min            |
| Kraftübertragung                            |                                   |                                |                                |
| Antrieb                                     | Hinterradantrieb                  | Hinterradantrieb               | Hinterradantrieb               |
| Getriebe, serienmäßig                       | 4-Gang-Schaltgetriebe             | 5-Gang-Schaltgetriebe          | 5-Gang-Schaltgetriebe          |
| Getriebe, optional                          | —                                 | 3-Stufen-Automatikgetriebe     | 4-Stufen-Automatikgetriebe     |
| Messwerte                                   |                                   |                                |                                |
| Höchstgeschwindigkeit                       | 152 km/h                          | 160 km/h                       | 175 km/h (161 km/h)            |
| Beschleunigung, 0–100 km/h                  | 15,7 s                            | 14,9 s (17,2 s)                | 12,6 s (15,0 s)                |
| Kraftstoffverbrauch auf 100 km (kombiniert) | 8,2 l N                           | 8,2 l N (9,2 l N)              | 9,6 l N                        |
| Fahrwerk                                    |                                   |                                |                                |
| Lenkung                                     | Schnecke                          | Schnecke                       | Schnecke                       |
| Bremsen vorne                               | Scheiben                          | Scheiben                       | Scheiben                       |
| Bremsen hinten                              | Trommel                           | Trommel                        | Trommel                        |
| Raddimensionen                              | 13’’ × 4.5’’ oder 13’’ × 5.5’’    | 13’’ × 4.5’’ oder 13’’ × 5.5’’ | 13’’ × 4.5’’ oder 13’’ × 5.5’’ |
| Abmessungen                                 |                                   |                                |                                |
| Radstand                                    | 2579 mm                           | 2579 mm                        | 2579 mm                        |
| Spurweite vorn                              | 1445 mm                           | 1445 mm                        | 1445 mm                        |
| Spurweite hinten                            | 1425 mm                           | 1425 mm                        | 1425 mm                        |
| Gewichte                                    |                                   |                                |                                |
| Leergewicht                                 | 995 kg                            | 1145 kg                        | 1230 kg (1250 kg)              |
| Zulässiges Gesamtgewicht                    | 1475 kg                           | 1475 kg                        | 1475 kg                        |
| Bemerkungen                                 |                                   |                                |                                |
|                                             | nicht für E10-Kraftstoff geeignet |                                |                                |

1. ↑  Werte in ( ) für Automatikgetriebe.